# 佐谷田村
佐谷田村（さやだむら）は埼玉県の北部、大里郡に属していた村。

## 地理
- 河川：荒川、忍川

## 歴史
- 1889年（明治22年）4月1日 町村制施行により、大里郡佐谷田村および北埼玉郡戸出村、平戸村が合併し大里郡佐谷田村が成立する。
- 1941年（昭和16年）1月1日 熊谷市へ編入される[1]。